# Красиково (Новосибирская область)
Красиково — посёлок в Куйбышевском районе Новосибирской области. Входит в состав Балманского сельсовета.

## География
Площадь посёлка — 1 гектар.

## Население
| 2002 | 2007 | 2010 |
| ---- | ---- | ---- |
| 1    | ↘0   | →0   |

## Инфраструктура
В посёлке по данным на 2007 год отсутствует социальная инфраструктура.